# Simon of Wedale
Simon of Wedale (auch de Wedale) († 11. März 1354) war ein schottischer Geistlicher. Spätestens 1326 wurde er Bischof von Whithorn.
Simon of Wedale war Abt von Holyrood Abbey. Während des Ersten Schottischen Unabhängigkeitskriegs war er ein loyaler Unterstützer von König Robert Bruce. Im November 1322 reiste Bruce nach Galloway, um die Wahl von Wedale zum neuen Bischof der Diözese Whithorn zu organisieren und um sich die Verwaltung der Temporalien der Diözese zu sichern. Der bisherige Bischof Thomas of Dalton war ein Gegner von Bruce gewesen. Er war nun aber offenbar zu alt, um seine Diözese zu verwalten, oder er befand sich schon seit langem im Exil in England. Nach anderen Angaben war Dalton bereits 1319 gestorben und Wedale wurde bereits im Juli 1321 zum Bischof gewählt. Seine Bischofsweihe verzögerte sich aber bis 1327. Schließlich bestätigte Erzbischof William Melton von York, dem die Diözese Whithorn unterstellt war, am 16. Dezember 1326 die Wahl von Wedale. Am 1. Februar 1327, einen Tag vor der Krönung des englischen Königs Eduard III., wurde Wedale in Westminster Abbey von den Bischöfen John Ross von Carlisle, Roger Northburgh von Lichfield und John Eaglescliff von Llandaff zum Bischof geweiht.
Obwohl Wedale ein loyaler Anhänger von Robert Bruce gewesen war, nahm er während des Zweiten Schottischen Unabhängigkeitskriegs zusammen mit sechs weiteren schottischen Bischöfen im Februar 1334 am Parlament des von England unterstützten schottischen Königs Edward Balliol teil. Im November 1335 stellte der englische König den Bischof unter seinen Schutz.